# دادلي سلدن
دادلي سلدن (بالإنجليزية: Dudley Selden)‏ (و. 1794 – 1855 م) هو سياسي، ومحام من الولايات المتحدة الأمريكية .